# アベッグ変奏曲
アベッグ変奏曲（―へんそうきょく、Abegg-Variation ドイツ語: Abegg-Variationen）作品1は、ロベルト・シューマンが作曲したピアノ作品である。『アベッグの名に基づく変奏曲』(Variationen über den Namen Abegg) とも称される。

## 概要
1830年、当時20歳のシューマンが作曲し、最初に出版された作品となったが、音楽の道を進むことに決めたばかりでまだピアニストを目指していた最初期の作品でもあるため、習作と看做されることもある。1831年に出版された後、1834年に改訂版が出版された。
初版は架空の伯爵令嬢パウリーネ・フォン・アベッグ (Mademoiselle Pauline Comtesse d'Abegg) に献呈されており、タイトルの「アベッグ」は彼女の名の綴りである「A-B-E-G-G」の音形に因んでいる。この名前は、シューマンの知人であり、ある友人が想いを寄せていた女性であるメータ・アベッグ (Meta Abegg) という実在した人物がもとになっていると考えられている。"Meta" はアナグラムで "Tema" (主題) となり、単に名前を音名に変換できることがシューマンの注意を引いたのではないかとの推測もある。
フレデリック・ショパンの『ドン・ジョヴァンニの主題による変奏曲』やイグナーツ・モシェレスの作品に影響されて管弦楽伴奏版も試みたが、結果的に独奏版として完成させた。管弦楽伴奏版は冒頭の序奏と主題提示部のみが書かれ、レフ・ヴィノクールによる補筆・演奏のCDがあるほか、ヨアヒム・ドラハイムによる補筆も録音が行われている。

## 構成
主題と4つの変奏、及び終曲から構成され、演奏時間は約7分。
主題 (アンダンティーノ・コン・アニマ ヘ長調、4分の3拍子)
ワルツ風の主題は前後2部分からなり、右手のオクターブにより「A-B-E-G-G」(ハ・変ロ・ホ・ト・ト)の音形である上行動機が提示・反復された後、その逆行動機である「G-G-E-B-A」が現れる（譜例）。半音の動きは作品全体の核となる。
第1変奏 (ヘ長調,4分の3拍子)
速いパッセージが流れ、和声は気まぐれに移り変わる。
第2変奏 (ヘ長調,4分の3拍子)
シンコペーションが重用される。
第3変奏 (ヘ長調,4分の3拍子)
右手に活発な三連符のパッセージが現れる。
第4変奏 (カンタービレ,ノン・トロッポ・レント 変イ長調、8分の9拍子)
「第4変奏」と明記はされていない。主題が旋律的に扱われる。
幻想的な終曲 (ヴィヴァーチェ ヘ長調、8分の6拍子)
「A-B-E-G-G」の動機を潜ませて盛り上がりを見せた後、静かな終わりとなる。